# Antidiskriminierungsstelle des Bundes
Die Antidiskriminierungsstelle des Bundes (ADS) ist eine unabhängige Stelle im deutschen Bundesministerium für Familie, Senioren, Frauen und Jugend, die im Jahr 2006 nach §§ 25 ff. des neu eingeführten Allgemeinen Gleichbehandlungsgesetzes (AGG) eingerichtet wurde. Die Aufgabe der ADS ist der Schutz vor Diskriminierung von Personen aufgrund ethnischer Herkunft, Religion/Weltanschauung, Geschlecht oder Geschlechtsidentität, sexueller Orientierung, Lebensalter oder Behinderung (§§ 25 iVm 1 AGG).
Die oder der Unabhängige Bundesbeauftragte für Antidiskriminierung leitet die Antidiskriminierungsstelle des Bundes. Seit 2022 ist dies Ferda Ataman.

## Organisation
Die Stelle ist verwaltungsorganisatorisch und personalrechtlich dem Bundesministerium für Familie, Senioren, Frauen und Jugend angegliedert, in der Beratung und ihrer fachlichen Arbeit allerdings weisungsunabhängig und nur dem Gesetz unterworfen. Der Haushalt wird in einem eigenen Kapitel ausgewiesen. Dieser lag 2021 bei 5,1 Millionen Euro.
Die Leitung der Antidiskriminierungsstelle wurde bis 2022 vom Bundesfamilienminister ernannt. Seit der Änderung des Allgemeinen Gleichbehandlungsgesetzes im April 2022 wählt
der Bundestag die Leitung.
Zur Erfüllung ihrer Aufgaben steht der ADS ein Mitarbeiterstab von etwa 35 Personen zur Verfügung, die in vier Referaten organisiert sind: Presse und Politische Planung, Öffentlichkeitsarbeit und Kommunikation, Forschung und Grundsatzangelegenheiten sowie Beratung. Ab 2007 war die CDU-Politikerin Barbara John Vorsitzende des Beirats der Antidiskriminierungsstelle.

## Aufgaben
Neben der Beratung und Unterstützung von Menschen, die Diskriminierungserfahrungen gemacht haben, betreibt die ADS Öffentlichkeitsarbeit zur Verhinderung und Beseitigung von Diskriminierungen. Weiterhin forscht sie in Zusammenarbeit mit Fachleuten zum Thema Diskriminierung und Gleichbehandlung. Alle vier Jahre legt die ADS dem Bundestag einen Bericht zu Benachteiligungen vor. Sie kann sich um eine außergerichtliche Einigung zwischen Parteien bemühen. Sie darf keine Gleichberechtigungsklagen einreichen oder Kläger vor Gericht unterstützen oder Parteien zu einem bindenden Schlichtungsprozess bringen. Damit ist sie eine der schwächsten Gleichstellungsbehörden in Europa.

### Beratung
Die Stelle informiert über Ansprüche und die Möglichkeiten des rechtlichen Vorgehens, vermittelt Beratung durch andere Stellen und leitet, soweit Beauftragte der Bundesregierung oder des Deutschen Bundestages zuständig sind, mit Zustimmung der Petentinnen oder Petenten an diese Beauftragten weiter. Auf Wunsch der Petenten strebt die ADS auch eine Vermittlung zwischen den Beteiligten an. Nach eigener Auskunft hat die ADS seit ihrem Bestehen in über 5600 Fällen Menschen beraten.

### Öffentlichkeitsarbeit
Die ADS hat eine Reihe von Publikationen herausgegeben, die die Menschen für das Thema Diskriminierung sensibilisieren, über Rechte aufklären und Arbeitgebern Hinweise zur Umsetzung des AGG geben sollen.
Von November 2009 bis in den Januar 2010 hat die ADS eine erste deutschlandweite Kampagne unter dem Motto „Vielfalt statt Einfalt – Gemeinsam für Gleichbehandlung“ durchgeführt.
Das Webangebot steht auf Deutsch und Englisch, grundlegende Informationen auch in weiteren Sprachen zur Verfügung.
Alle Publikationen der ADS sind über die offizielle Webseite herunterladbar bzw. bestellbar.

### Forschung
Im Jahr 2007 hat die ADS die Studie „Diskriminierung im Alltag – Wahrnehmung von Diskriminierung und Antidiskriminierungspolitik in unserer Gesellschaft“, die Sinus Sociovision im Auftrag der ADS erstellt hatte, veröffentlicht. Die Studie gibt das erste Mal einen milieuspezifischen Einblick in die Einstellungen der Bevölkerung zu Antidiskriminierungspolitik und von Diskriminierung betroffenen Menschen in der Gesellschaft.
Im Rahmen einer Expertisenreihe zur Schließung von Forschungslücken werden zahlreiche Rechtsexpertisen und Forschungsaufträge zum Beispiel im Zusammenhang mit Altersdiskriminierung und Grundsatzthemen wie mittelbare Diskriminierung, positive Maßnahmen, Mehrfach- und intersektionelle Diskriminierung oder strukturelle Diskriminierung durchgeführt.

## Leitung
„Die oder der Unabhängige Bundesbeauftragte für Antidiskriminierung“ wurde bis 2022 auf Vorschlag des Bundesministeriums für Familie, Senioren, Frauen und Jugend vom Bundeskabinett berufen. Die Leitung der ADS steht in einem öffentlich-rechtlichen Amtsverhältnis, nicht jedoch in einem Beamtenverhältnis. Die Amtszeit der Leitung der ADS endete bis zur Änderung des Allgemeinen Gleichbehandlungsgesetzes im April 2022 mit dem Zusammentreten eines neuen Bundestages. Seitdem wird die Leitung vom Bundestag gewählt. Die Amtszeit wurde auf die Dauer von fünf Jahren festgelegt, um sie von der vierjährigen Legislaturdauer zu entkoppeln und die Leitung von der Bundesregierung unabhängiger zu machen. Das Allgemeine Gleichbehandlungsgesetz sieht für die Wahl die sogenannte Kanzlermehrheit vor, die Mehrheit aller Abgeordneten, nicht nur die Mehrheit der anwesenden Parlamentarier. Gewählt wird ohne vorhergehende Debatte.
| Nr. | Bild | Zur Person                                                                                    | Partei    | Partei        | Beginn der Amtszeit | Ende der Amtszeit |
| --- | ---- | --------------------------------------------------------------------------------------------- | --------- | ------------- | ------------------- | ----------------- |
| 1   |      | Martina Köppen Sie war zuvor in Brüssel für die katholische Deutsche Bischofskonferenz tätig. |           | CDU           | 1. Februar 2007     | 27. Oktober 2009  |
| 2   |      | Christine Lüders                                                                              |           | parteilos     | 8. Februar 2010     | 27. April 2018    |
| -   |      | Bernhard Franke (kommissarisch)                                                               | parteilos | 1. Mai 2018   | 12. Juli 2022       |                   |
| 3   |      | Ferda Ataman                                                                                  | parteilos | 12. Juli 2022 | im Amt              |                   |

## Beratungsanfragen
Die Anfragen wegen Diskriminierung stiegen von 4.247 im Jahr 2019 auf 10.772 im Jahr 2023. Insbesondere haben sich dreimal soviel Menschen an die ADS gewandt, die sich rassistisch diskriminiert fühlten. Ein Grund dafür wird im geschärften Bewusstsein nach dem rechtsterroristischen Anschlag in Hanau 2020 und der Black-Lives-Matter-Bewegung vermutet. Im Jahr 2023 verteilten sich die Beratungsanfragen auf die Kategorien: Rassismus und Antisemitismus 3.429, Behinderungen 2.039, Geschlecht 1.954, Alter 1.161, Religion und Weltanschauung 620 sowie sexuelle Identität 347 Vorgänge. Aus dem Arbeitsleben stammen 32 Prozent der Anfragen, die Diskriminierung bei Alltagsgeschäften (Restaurantbesuch, Einkauf, Verkehr) macht den zweitgrößten Block aus und ein Fünftel fällt in den Bereich der Ämter, Behörden, Polizei und Justiz.

## Zulässige polemische Meinungsäußerung von Nius
Nachdem Nius mit unwahren und polemischen Überschriften wie „Regierung will 1000 Euro Bußgeld für Frauen-Fitnessstudio, weil es einen Mann nicht in Dusche lassen will“ und „Frauen, die nicht mit Männern duschen wollen, sollen Strafe zahlen“ über die Arbeit der Antidiskriminierungsstelle schrieb, forderte die ADS vom Betreiber der kommerziellen Plattform, der von Frank Gotthardt finanzierten VIUS SE & Co. KGaA, Unterlassung. Es würde sich schlicht um Fake-News handeln. Die Antidiskriminierungsstelle (ADS) unterlag im Sommer 2024 in erster Instanz beim Landgericht Berlin und nach sofortiger Beschwerde in zweiter Instanz beim Kammergericht. In diesem Beschluss heißt es, der Staat habe grundsätzlich auch scharfe und polemische Kritik auszuhalten. Hintergrund ist laut Felix W. Zimmermann von Legal Tribune Online, dass die hergebrachte Rechtsprechung davon ausgehe, dass der durchschnittliche Leser nicht nur Überschriften und Teaser, sondern den gesamten Artikel lese. Eine „Beeinträchtigung der Funktionsweise des Staates“, die zu Gunsten von juristischen Personen des öffentlichen Rechts einen Eingriff in die Meinungsfreiheit trotz des besonderen Schutzbedürfnisses für Machtkritik am Staat erlaube, liege laut Richterspruch nicht einmal ansatzweise vor und so fehlten die Voraussetzungen für die Unterbindung solcher „Meinungsäußerungen“. Ataman erklärte für die ADS nach der Verkündung des Beschlusses des Kammergerichts, sie „finde es bedenklich, dass unzutreffende, skandalisierende Behauptungen verbreitet werden können. Wir werden die Entscheidung prüfen und sind von unserer Rechtsposition weiterhin überzeugt“.

## Botschafter
Im Themenjahr gegen Rassismus 2014 waren folgende prominente Persönlichkeiten aus Medien, Sport und Film „Botschafterinnen und Botschafter im Themenjahr gegen Rassismus“:
Mola Adebisi, Mo Asumang, Patrice Bart-Williams, Jérôme Boateng, Marius Broening, Nazan Eckes, Zohre Esmaeli, Kübra Gümüşay, Steffi Jones, Arabella Kiesbauer, Sebastian Krumbiegel, Ilja Richter, Yasemin Şamdereli, Ferenc Snétberger und Francis Winter.